# Tetralonia obscuripes
Tetralonia obscuripes är en biart som beskrevs av Heinrich Friese 1905. Tetralonia obscuripes ingår i släktet Tetralonia och familjen långtungebin. Inga underarter finns listade i Catalogue of Life.